# Carex disticha
Espèce
Synonymes
- Carex arenaria Leers[1]
- Carex disticha var. capitata Hampe ex O.Lang[1]
- Carex grossheimii V.I.Krecz.[1]
- Carex intermedia Gooden.[1]
- Carex longibracteata Schleich.[1]
- Carex marginata Gorter[1]
- Carex pseudoarenaria Pers.[1]
- Carex schoenoides DC.[1]
- Carex teretiuscula subsp. modesta (J.Gay) Nyman[1]
- Caricina disticha (Huds.) St.-Lag.[1]
- Vignea disticha (Huds.) Peterm.[1] [2]
- Vignea intermedia Rchb.[1]

Carex disticha, en français Carex distique ou Laîche distique, est une espèce de plante herbacée de la famille des Cypéracées.

## Description

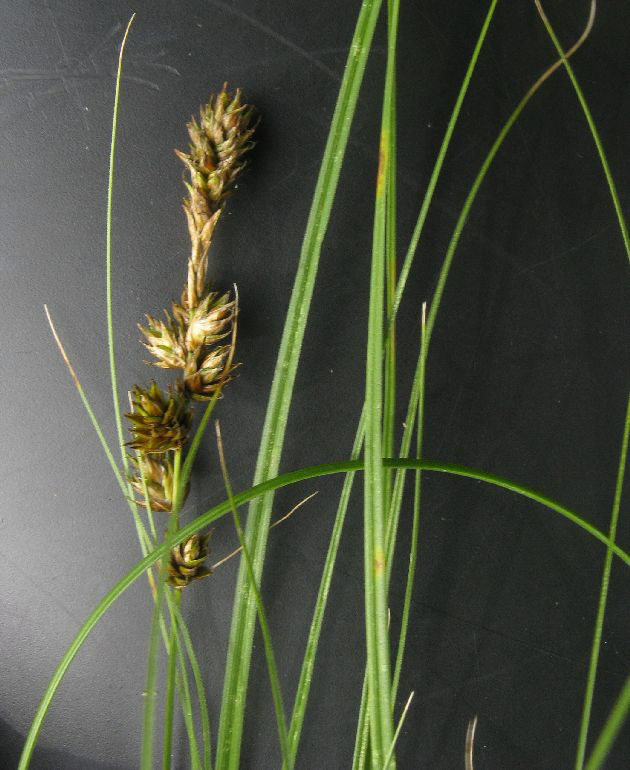
Inflorescences, tiges et feuilles.

### Appareil végétatif
C'est une plante vivace de 30 à 60 cm, glabre, à souche profonde, grosse, tortueuse, longuement rampante ; la tige est dressée, trigone, scabre ; les feuilles sont larges, de 2 à 5 mm, planes et scabres.

### Appareil reproducteur
L'inflorescence est en épi oblong en fuseau, brun fauve, lobé, formé d'épillets nombreux, ovoïdes, les supérieurs et les inférieurs femelles, ceux du milieu mâles ou parfois androgynes. La bractée inférieure est à arête fine dépassant son épillet ; les écailles sont ovales-acuminées ; il y a deux stigmates ; les utricules sont roux, ovoïdes-oblongs (8 mm), plans-convexes, bordés d'une aile étroite denticulée, à long bec bidenté dépassant l'écaille.

## Habitat et répartition
On la rencontre en Europe, au Maghreb, à l'Ouest de l'Asie, jusqu'à une altitude de 1 700 mètres.

## Menaces et conservation
L'espèce est classée « en danger » (EN) dans le Limousin, en Midi-Pyrénées et Provence-Alpes-Côte d’Azur.

## Liste des sous-espèces et variétés
Selon Tropicos (25 novembre 2020) (Attention liste brute contenant possiblement des synonymes) :
- sous-espèce Carex disticha subsp. grossheimii (V.I. Krecz.) T.V. Egorova
- sous-espèce Carex disticha subsp. lithophila Hämet-Ahti
- Carex disticha var. capitata Hampe ex Láng
- Carex disticha var. compactior Kük.
- Carex disticha var. decipiens T. Durand & De Wild.
- Carex disticha var. distachya O. Lang
- Carex disticha var. elatior Boeckeler
- Carex disticha var. floribunda (Peterm.) Peterm.
- Carex disticha var. gracilis Boeckeler
- Carex disticha var. longibracteata Schleich.
- Carex disticha var. luxurians Beck
- Carex disticha var. minor Peterm.
- Carex disticha var. pedunculata Pamp.
- Carex disticha var. repens (Bellardi) Asch.
- Carex disticha var. sartwellii (Dewey) Dewey